# Семпер, Иоганнес
Иога́ннес Ха́нсович Се́мпер (эст. Johannes Semper; 22 марта 1892, Пахувере, Феллинский уезд, Российская империя — 2 февраля 1970, Таллин, СССР) — эстонский и советский поэт, писатель и политический деятель. Заслуженный писатель Эстонской ССР (1945). Народный писатель Эстонской ССР (1964). Отец пианистки Лилиан Семпер.

## Биография
Родился в семье учителей. С 1901 по 1905 год учился в прогимназии в Вильянди, в 1905—1910 в средней школе в Пярну.
Продолжил образование в учебных заведениях Санкт-Петербурга, Москвы, Риги, Берлина, Парижа (с 1910 по 1914 год изучал филологию в Санкт-Петербургском университете, 1915/1916 учебный год — архитектуру в Рижском политехническом институте, расквартированном в это время в Москве). В 1916 году призван в армию, прапорщик.
С 1917 года занялся революционной деятельностью, заместитель председателя Главного комитета воинов-эстов. Член ЦК основанной в 1917 году Эстонской партии социалистов-революционеров. В 1919 году — член Учредительного собрания Эстонской Республики.
В 1917 году становится членом литературной группы Сиуру. С 1921 по 1925 год учился в университете Фридриха Вильгельма в Берлине. С 1925 по 1927 год жил в Париже. В 1928 году поступает в Тартуский университет, по окончании пишет дипломную работу о творчестве Андре Жида. До 1940 года преподавал в Тартуском университете. С 1928 по 1940 год был председателем ПЕН-клуба Эстонии. В 1930—1940 годах был главным редактором журнала «Looming» («Творчество»).
В 1940 году, после создания Эстонской ССР, становится её наркомом просвещения. В том же году вступил в ВКП(б). Иоганнес Семпер является автором стихотворной части гимна Эстонской ССР. С 1940 по 1951 год — депутат Верховного Совета Эстонской ССР. С 1946 по 1950 год занимал пост председателя Союза писателей Эстонской ССР.
Во время немецкой оккупации Эстонии (1941—1944) — в эвакуации в Советском Союзе. В 1945 году удостоен звания «Заслуженный писатель Эстонской ССР», в 1947 году — Государственной премии Эстонской ССР.
В 1950 году подвергся критике на мартовском пленуме ЦК КП Эстонии и был исключен из её рядов как «буржуазный националист» и «космополит». В 1955 году, после смерти Сталина, был реабилитирован.
С 1963 года до своей смерти в 1970 году вновь избирался депутатом Верховного Совета Эстонской ССР.
Похоронен на Лесном кладбище Таллина.

## Семья
с 1920 года жена — музыкальный критик Аврора Семпер (1899—1982).
Первая дочь Сиири рано умерла (1930—1944), дочь Лилиан (1933—2007) — пианист.

## Награды и премии
- орден Белой звезды V степени (1940).
- орден Ленина (21.03.1962)
- орден Трудового Красного Знамени (30.12.1956)
- Народный писатель Эстонской ССР (1964)
- Заслуженный писатель Эстонской ССР (1945)
- Государственная премия Эстонской ССР
- Лауреат Литературной премии Эстонской ССР имени Юхана Смуула (1973, посмертно).

## Произведения
- Красные гвоздики: Роман. — Росток: Hinstorff, 1969.